# 1935 год
1935 (ты́сяча девятьсо́т три́дцать пя́тый) год  по григорианскому календарю — невисокосный год, начинающийся во вторник. Это 1935 год нашей эры, 5‑й год 4‑го десятилетия XX века 2‑го тысячелетия, 6‑й год 1930‑х годов. Он закончился 90 лет назад.
| Пн | Вт | Ср | Чт | Пт | Сб | Вс |
|    | 1  | 2  | 3  | 4  | 5  | 6  |
| 7  | 8  | 9  | 10 | 11 | 12 | 13 |
| 14 | 15 | 16 | 17 | 18 | 19 | 20 |
| 21 | 22 | 23 | 24 | 25 | 26 | 27 |
| 28 | 29 | 30 | 31 |    |    |    |

| Пн | Вт | Ср | Чт | Пт | Сб | Вс |
|    |    |    |    | 1  | 2  | 3  |
| 4  | 5  | 6  | 7  | 8  | 9  | 10 |
| 11 | 12 | 13 | 14 | 15 | 16 | 17 |
| 18 | 19 | 20 | 21 | 22 | 23 | 24 |
| 25 | 26 | 27 | 28 |    |    |    |

| Пн | Вт | Ср | Чт | Пт | Сб | Вс |
|    |    |    |    | 1  | 2  | 3  |
| 4  | 5  | 6  | 7  | 8  | 9  | 10 |
| 11 | 12 | 13 | 14 | 15 | 16 | 17 |
| 18 | 19 | 20 | 21 | 22 | 23 | 24 |
| 25 | 26 | 27 | 28 | 29 | 30 | 31 |

| Пн | Вт | Ср | Чт | Пт | Сб | Вс |
| 1  | 2  | 3  | 4  | 5  | 6  | 7  |
| 8  | 9  | 10 | 11 | 12 | 13 | 14 |
| 15 | 16 | 17 | 18 | 19 | 20 | 21 |
| 22 | 23 | 24 | 25 | 26 | 27 | 28 |
| 29 | 30 |    |    |    |    |    |

| Пн | Вт | Ср | Чт | Пт | Сб | Вс |
|    |    | 1  | 2  | 3  | 4  | 5  |
| 6  | 7  | 8  | 9  | 10 | 11 | 12 |
| 13 | 14 | 15 | 16 | 17 | 18 | 19 |
| 20 | 21 | 22 | 23 | 24 | 25 | 26 |
| 27 | 28 | 29 | 30 | 31 |    |    |

| Пн | Вт | Ср | Чт | Пт | Сб | Вс |
|    |    |    |    |    | 1  | 2  |
| 3  | 4  | 5  | 6  | 7  | 8  | 9  |
| 10 | 11 | 12 | 13 | 14 | 15 | 16 |
| 17 | 18 | 19 | 20 | 21 | 22 | 23 |
| 24 | 25 | 26 | 27 | 28 | 29 | 30 |

| Пн | Вт | Ср | Чт | Пт | Сб | Вс |
| 1  | 2  | 3  | 4  | 5  | 6  | 7  |
| 8  | 9  | 10 | 11 | 12 | 13 | 14 |
| 15 | 16 | 17 | 18 | 19 | 20 | 21 |
| 22 | 23 | 24 | 25 | 26 | 27 | 28 |
| 29 | 30 | 31 |    |    |    |    |

| Пн | Вт | Ср | Чт | Пт | Сб | Вс |
|    |    |    | 1  | 2  | 3  | 4  |
| 5  | 6  | 7  | 8  | 9  | 10 | 11 |
| 12 | 13 | 14 | 15 | 16 | 17 | 18 |
| 19 | 20 | 21 | 22 | 23 | 24 | 25 |
| 26 | 27 | 28 | 29 | 30 | 31 |    |

| Пн | Вт | Ср | Чт | Пт | Сб | Вс |
|    |    |    |    |    |    | 1  |
| 2  | 3  | 4  | 5  | 6  | 7  | 8  |
| 9  | 10 | 11 | 12 | 13 | 14 | 15 |
| 16 | 17 | 18 | 19 | 20 | 21 | 22 |
| 23 | 24 | 25 | 26 | 27 | 28 | 29 |
| 30 |    |    |    |    |    |    |

| Пн | Вт | Ср | Чт | Пт | Сб | Вс |
|    | 1  | 2  | 3  | 4  | 5  | 6  |
| 7  | 8  | 9  | 10 | 11 | 12 | 13 |
| 14 | 15 | 16 | 17 | 18 | 19 | 20 |
| 21 | 22 | 23 | 24 | 25 | 26 | 27 |
| 28 | 29 | 30 | 31 |    |    |    |

| Пн | Вт | Ср | Чт | Пт | Сб | Вс |
|    |    |    |    | 1  | 2  | 3  |
| 4  | 5  | 6  | 7  | 8  | 9  | 10 |
| 11 | 12 | 13 | 14 | 15 | 16 | 17 |
| 18 | 19 | 20 | 21 | 22 | 23 | 24 |
| 25 | 26 | 27 | 28 | 29 | 30 |    |

| Пн | Вт | Ср | Чт | Пт | Сб | Вс |
|    |    |    |    |    |    | 1  |
| 2  | 3  | 4  | 5  | 6  | 7  | 8  |
| 9  | 10 | 11 | 12 | 13 | 14 | 15 |
| 16 | 17 | 18 | 19 | 20 | 21 | 22 |
| 23 | 24 | 25 | 26 | 27 | 28 | 29 |
| 30 | 31 |    |    |    |    |    |

## События

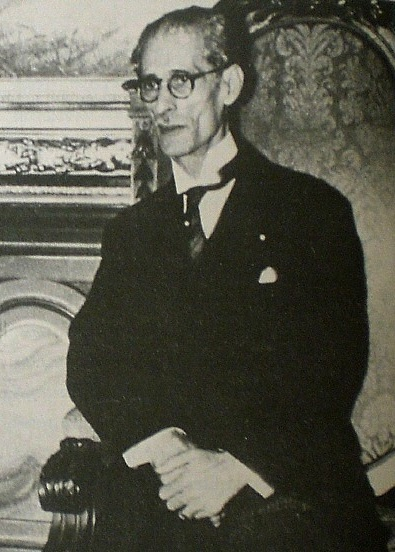
Президент Венесуэлы Элеасар Лопес Контрерас

- 1 января — в Турции отменяются титулы и вводятся фамилии.
- 7 января — в Риме премьер-министр Италии Бенито Муссолини и министр иностранных дел Франции Пьер Лаваль подписали серию договоров, получившую название Римский пакт[1].
- 13 января — референдум прошёл в Саарской области, 90,3 % голосов отдано за воссоединение с Германией (нацистской Германией).
- 24 января — в американском городе Ричмонд поступила в продажу первая партия баночного пива под названием «Сливочный эль Крюгера» (англ. «Krueger Cream Ale»), выпущенная пивоваренной компанией Gottfried Krueger[англ.].
- 27 января — Средневолжский край переименован в Куйбышевский край[2], из-за переименования Самары в Куйбышев.
- 29 января — была образована Калининская область[3].
- 10 февраля — основан Сихотэ-Алинский заповедник (Приморский край).
- 10 февраля — основан израильский город Нагария.
- 20 февраля — Никольск-Уссурийск переименован в Ворошилов, в честь наркома обороны СССРКлимента Ефремовича Ворошилова.
- 1 марта — возвращение области Саар под управление Германии.
- 2 марта — упразднено Российское телеграфное агентство (РОСТА), действовавшее в пределах РСФСР[4].
- 15 марта — ССР Азербайджан награждена Орденом Ленина за успехи в области сельского хозяйства и промышленности[5].
- 16 марта — учреждён Мордовский государственный природный заповедник имени П. Г. Смидовича.
- 16 марта — Адольф Гитлер объявляет о принятии «Закона о создании вооружённых сил» (нем. «Gesetz über den Aufbau der Wehrmacht») и начале перевооружения Германии, в нарушение Версальского договора 1919 года.
- 23 марта — СССР продал Китайскую Восточную железную дорогу марионеточному государству Маньчжоу-го за 140 миллионов иен[6].
- 1 апреля — учёный-физик Сергей Вернов впервые использовал радиозонды для измерения показания космических лучей на большой высоте до 13,6 км с помощью пары счётчиков Гейгера.
- 10 апреля — во Франции принят так называемый декрет Роллэна, предполагавший за антиколониальную агитацию тюремный срок до 1 года или штраф до 3000 франков[7].
- 15 апреля — в Вашингтоне в Белом Доме в присутствии президента США Франклина Рузвельта представителями 21 американского государства подписан Пакт Рериха — «Договор об охране художественных и научных учреждений и исторических памятников». Его символом стало «Знамя мира».
- 23 апреля — принята новая конституция Польши.
- 2 мая — подписан Пакт о взаимной помощи между Францией и СССР[1].
- 15 мая — открылись первые станции Московского метрополитена.
- 18 мая — катастрофа самолёта АНТ-20 «Максим Горький».
- 5 июня — в Турции принят закон, объявлявший часть вакуфных земель государственной собственностью[8].
- 7 июня — Чакская война: армия Парагвая одержала под Ингави решающую победу над армией Боливии[9].
- 10 июня — в Акроне (штат Огайо) Биллом Уилсоном и Бобом Смитом основано сообщество «Анонимные Алкоголики».
- 24 июня
  - В Тбилиси открыта детская железная дорога [10], официально считающаяся первой в мире.
  - Столкновение самолётов в Медельине.
- 26 июня — Авиакатастрофа Savoia-Marchetti S.55 под Лазаревом на Дальнем Востоке, 12 погибших.
- 5 июля — в США принят «Национальный акт о трудовых отношениях» (закон Вагнера).
- 11 июля — в Бразилии правительство Жетулиу Варгаса запретило левый Национально-освободительный альянс[11].
- 14 августа — в Фиери вспыхнуло восстание против короля Албании Ахмета Зогу. Оно было подавлено через несколько дней после начала [12].
- 31 августа
  - Алексей Стаханов установил рекорд, добыв за смену 104 тонны угля.
  - Принятие конгрессом США «Закона о нейтралитете».
- 6 сентября — начало стахановского движения (после опубликования в газете «Правда» статьи «Советские богатыри» о рекордах Стаханова и Дюканова).
- 8 сентября — в Батон-Руже (Луизиана) смертельно ранен сенатор Хьюи Лонг, один из самых успешных американских политиков 1930-х годов, намеревавшийся выставить свою кандидатуру в президенты США (умер 10 сентября).
- 12 сентября — начало виноградовского движения (после опубликования в газете «Лёгкая индустрия» статьи о всесоюзном рекорде ткачих Дуси и Маруси Виноградовых).
- 15 сентября — В Германии были приняты Нюрнбергские расовые законы.
- 20 сентября — Рама VIII занял королевский престол Таиланда.

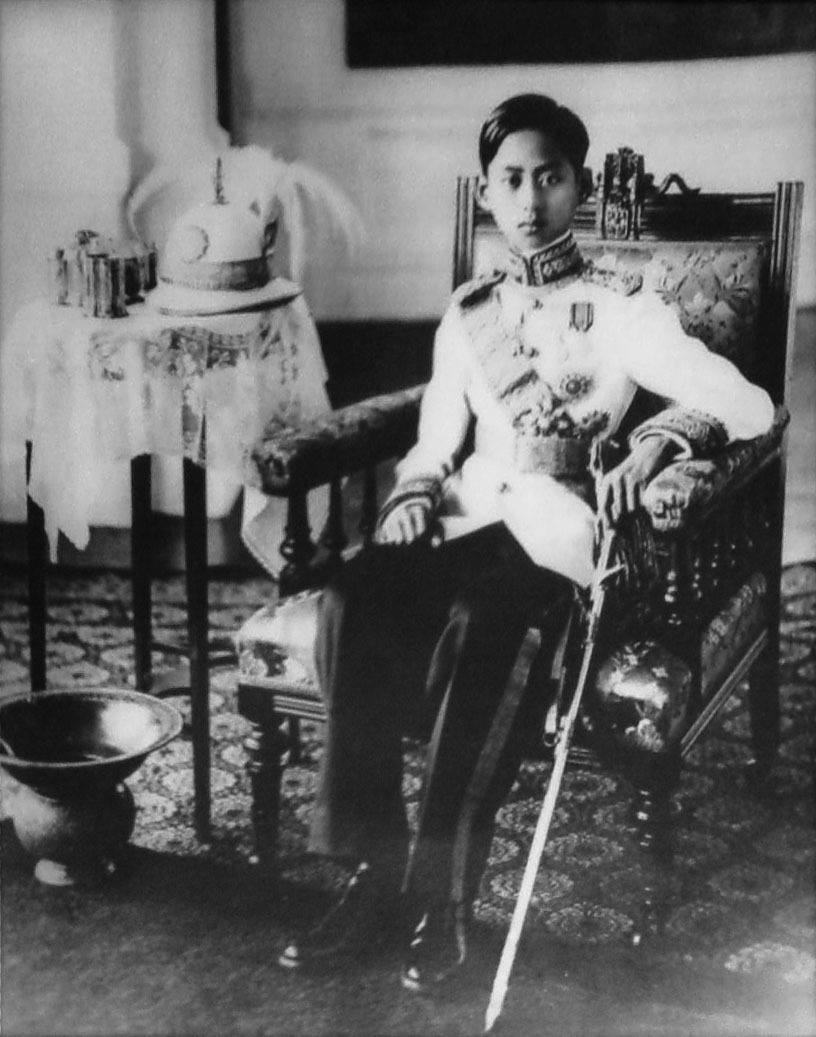
Король Таиланда Рама VIII

- 22 сентября — ЦИК и СНК СССР устанавливают для всех военнослужащих персональные воинские звания. Переход к ним осуществился только к осени.
- 1 октября — ткачихи Дуся и Маруся Виноградовы перешли на обслуживание 100 станков, установив тем самым мировой рекорд производительности труда.
- 3 октября — итальянская армия под командованием маршала Пьетро Бадольо вторглась в Эфиопию. Началась Вторая итало-эфиопская война[13].
- 5 октября — на пленуме ЦК КП(б) Армении С. Е. Акопов освобождён от обязанностей второго секретаря ЦК КП(б)А. Вторым секретарём ЦК избран А. С. Аматуни (Вардапетян)[14].
- 25 октября — в Москве на Спасской башне Кремля установлена первая рубиновая кремлёвская звезда[15].
- 27 октября — на станции Шумиха (Челябинская, ныне Курганская область) произошло крушение воинского эшелона, погибли 29 человек[16].
- 7 ноября — в газете «Пионерская правда» начата первая публикация сказки А. Н. Толстого «Золотой ключик, или Приключения Буратино».
- 9 ноября — британский министр иностранных дел заявил, что восстановление в Египте конституции 1923 года несвоевременно[17].
- 13 ноября — в Каире прошла 40-тысячная антибританская демонстрация[17][18].
- 21 ноября — в Каире началась всеобщая забастовка, переросшая в баррикадные бои[17][18].
- 14 ноября — в Кремле (Москва) открылось Первое Всесоюзное совещание стахановцев.
- 25 ноября 
  - В СССР учреждён орден «Знак Почёта».
  - Георг II вновь занял греческий королевский трон.

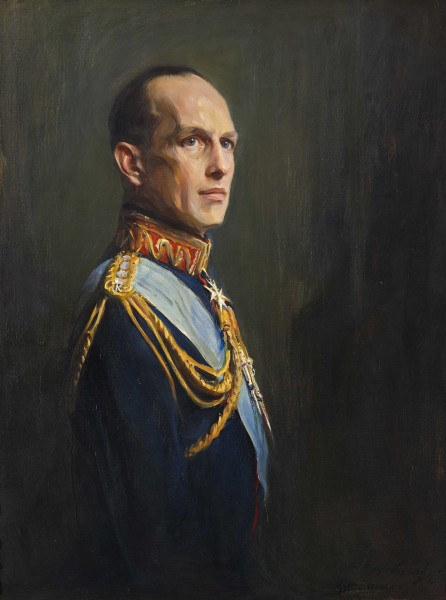
Король Греции Георг II

- 27 ноября — левые партии в Бразилии подняли вооружённое восстание против президента Жетулиу Варгаса.
- 29 ноября — Эрвин Шрёдингер в журнале «Naturwissenschaften» предложил мысленный эксперимент по квантовой физике, главным героем которого был кот, впоследствии названный котом Шрёдингера.
- 5 декабря — в результате схода лавины в Хибинах (Мурманская область) погибли 88 человек[19].
- 9 декабря — в Китае начинается антияпонское студенческое «Движение 9 декабря».
- 12 декабря — в Египте Национальный фронт во главе с партией Вафд потребовал восстановления Конституции 1923 года. На следующий день конституция была восстановлена[17][18].
- Разобран на металл лайнер «Олимпик».
- Открыт остров Ушакова в Карском море[20].

## Персоны года
Человек года по версии журнала Time — Хайле Селассие I, император Эфиопии.

## Родились
См. также: Категория:Родившиеся в 1935 году

### Январь
- 7 января — Валерий Кубасов, лётчик-космонавт СССР, дважды Герой Советского Союза (ум. в 2014).
- 8 января — Элвис Пресли, американский певец и актёр, «король рок-н-ролла» (ум. в 1977).
- 15 января — Роберт Силверберг, известный американский писатель-фантаст.
- 22 января — Александр Мень, протоиерей РПЦ, богослов, проповедник, автор книг по богословию, истории христианства и других религий (ум. в 1990).
- 22 января — Валентина Талызина, советская и российская актриса (ум. в 2025).
- 25 января — Станислав Жук, советский тренер по фигурному катанию (ум. в 1998).
- 31 января — Кэндзабуро Оэ, японский писатель, лауреат Нобелевской премии по литературе 1994 года (ум. в 2023).

### Февраль
- 20 февраля — Фрэнк Джордан, американский политик, 40-й мэр Сан-Франциско.
- 24 февраля
  - Рыгор (Григорий) Бородулин, народный поэт Белоруссии (ум. в 2014).
  - Тосиаки Танака, японский игрок в настольный теннис, многократный победитель мировых чемпионатов (ум. в 1998).
  - Висенте Пикер, испанский футболист и тренер, игрок национальной сборной, двукратный победитель Кубка ярмарок (1961—1962, 1962—1963) (ум. в 2018).[21]

### Март
- 15 марта — Леонид Енгибаров, советский артист цирка (ум. в 1972).
- 16 марта — Сергей Юрский, советский и российский актёр театра и кино, народный артист РСФСР (1987) (ум. в 2019).
- 21 марта — Филарет (Вахромеев), митрополит на покое, почётный Патриарший Экзарх всея Беларуси (ум. в 2021).
- 26 марта — Махмуд Аббас, палестинский политик, председатель Палестинской национальной администрации.

### Апрель
- 29 апреля — Андрей Зализняк, советский и российский лингвист, академик Российской академии наук по Отделению литературы и языка (ум. в 2017).

### Май
- 24 мая — Александр Леманский, генеральный конструктор НПО «Алмаз» (ум. в 2007).

### Июнь
- 1 июня — Норман Фостер, британский архитектор.
- 18 июня — Юрий Соломин, советский и российский актёр, художественный руководитель Малого театра, народный артист СССР (ум. в 2024).
- 21 июня — Нинель Шахова, тележурналистка, комментатор программы «Время» по вопросам культуры в 1971–1992 (ум. в 2005).
- 21 июня — Франсуаза Саган, французская писательница, драматург (ум. в 2004).

### Июль
- 6 июля — Тензин Гьяцо, Далай-лама XIV, духовный лидер буддистов.
- 8 июля — Виталий Иванович Севастьянов, лётчик-космонавт СССР дважды Герой Советского Союза (ум. в 2010).
- 17 июля — Дональд Сазерленд, канадский актёр и продюсер (ум. в 2024).
- 19 июля — Василий Ливанов, советский и российский актёр.

### Август
- 17 августа — Гия Канчели, советский и грузинский композитор, педагог (ум. в 2019).
- 17 августа — Олег Табаков, советский и российский актёр театра и кино, народный артист СССР, художественный руководитель МХАТ им. Чехова (ум. в 2018).
- 29 августа — Ласло Гараи, венгерский учёный, психолог-теоретик, социальный психолог, создатель венгерской экономической психологии (ум. в 2019).

### Сентябрь
- 2 сентября — Валентин Гафт, советский и российский актёр театра и кино, народный артист РСФСР (ум. в 2020).
- 7 сентября — Игорь Голембиовский, советский и российский журналист, главный редактор газеты «Известия» в 1991–1997 (ум. в 2009).
- 11 сентября — Герман Титов, лётчик-космонавт СССР, Герой Советского Союза (ум. в 2000).
- 11 сентября — Арво Пярт, эстонский композитор.
- 17 сентября — Кен Кизи, американский писатель (ум. в 2001).
- 22 сентября — Ювеналий (Поярков), митрополит Крутицкий и Коломенский, постоянный член Священного Синода РПЦ.
- 25 сентября — Георгий Фальковский, российский кардиохирург и учёный.

### Октябрь
- 3 октября
  - Армен Джигарханян, советский, армянский и российский актёр театра и кино, театральный режиссёр, театральный педагог, народный артист СССР (ум. в 2020).
  - Георгий Шонин, лётчик-космонавт СССР, Герой Советского Союза (ум. в 1997).
- 12 октября — Лучано Паваротти, итальянский оперный певец (ум. в 2007).
- 13 октября — Алексей Козлов, популярный советский и российский саксофонист и джазмен.

### Ноябрь
- 8 ноября — Ален Делон, французский актёр, продюсер, сценарист, режиссёр (ум. в 2024).
- 12 ноября — Людмила Гурченко, советская киноактриса (ум. в 2011).
- 23 ноября — Владимир (Сабодан), митрополит Киевский и всея Украины (ум. в 2014).
- 24 ноября — Халифа ибн Салман Аль Халифа, премьер–министр Бахрейна (1970—2020) (ум. в 2020).

### Декабрь
- 1 декабря — Вуди Аллен, американский кинорежиссёр, писатель, актёр, продюсер.
- 5 декабря — Юрий Власов, советский тяжелоатлет, заслуженный мастер спорта СССР, писатель, политический деятель (ум. в 2021).
- 8 декабря — Дхармендра, индийский актёр театра и кино.
- 31 декабря — Салман, король Саудовской Аравии с 2015 года.

## Скончались
См. также: [[Категория:Умершие в 1935 году]]
- 24 января — Томас Стивенс, англичанин, совершивший первое кругосветное путешествие на велосипеде.
- 25 января — Валериан Куйбышев, российский революционер и советский партийный и политический деятель (род. в 1888).
- 3 февраля — Хуго Юнкерс, немецкий инженер, изобретатель и авиаконструктор (род. в 1859).
- 13 февраля — Болеслав Балзукевич, польский скульптор (род. в 1879).
- 17 февраля — Винцас Мицкявичюс-Капсукас, литовский деятель международного коммунистического движения (род. в 1880).
- 12 мая — Юзеф Пилсудский, польский государственный деятель, первый глава возрождённой независимой Польши (род. в 1867).
- 7 июня — Иван Мичурин, русский, советский биолог и селекционер (род. в 1855).
- 18 июня — Цюй Цюбо, китайский публицист, прозаик и литературный критик, один из основателей и руководителей Коммунистической партии Китая, дважды занимал пост генерального секретаря ЦК КПК, казнён (род. в 1899).
- 24 июня — Карлос Гардель, аргентинский певец, композитор и актёр, значительная фигура в истории танго (род. в 1890).
- 30 августа — Анри Барбюс, французский писатель, журналист и общественный деятель (род. в 1873).
- 19 сентября —  Константин Циолковский, русский учёный, пионер космонавтики (род. в 1857).
- 1 октября — Владимир Гиляровский, русский и советский писатель, поэт, фельетонист, беллетрист, драматург, литературовед, журналист, краевед Москвы. (род. в 1855).
- 10 октября — Голландец Шульц, американский гангстер, убит (род. в 1901).

## Нобелевские премии
- Физика — Джеймс Чедвик — «За открытие нейтрона».
- Химия — Фредерику и Ирен Жолио-Кюри «За выполненный синтез новых радиоактивных элементов»
- Медицина и физиология — Ханс Шпеман — «За открытие организующих эффектов в эмбриональном развитии».
- Литература — премия не присуждалась.
- Премия мира — Карл фон Осецкий за борьбу с милитаризмом в Германии.